# Yuko Sakaki
Yuko Sakaki (神 祐子 Sakaki Yūko) is een personage uit de film Battle Royale. Ze werd gespeeld door actrice Hitomi Hyuga.

## Voor Battle Royale
Yuko was een derdeklasser van de fictieve Shiroiwa Junior High School. Als kind misbruikte haar alcoholistische vader haar. Hij werd uiteindelijk vermoord door de Yakuza toen zij in de eerste klas zat. Daarna werd ze doodsbang voor geweld.

## Battle Royale
Yuko kreeg cyanide en op het begin van het spel rende ze doodsbang het eiland door. Ze werd een getuige van een gevecht tussen Shuya Nanahara en Tatsumichi Oki. Uiteindelijk vermoordde hij hem. Wat ze niet wist, was dat dit eigenlijk een ongeluk was.
Later mocht ze in de vuurtoren verblijven. Later werd er een verwondde Shuya naar de vuurtoren gebracht. Op dag twee meldde Yukie Utsumi dat hij beter zou worden. Yuko werd bang en deed gif in zijn eten. Het was echter Yuka Nakagawa die het op at en stierf. Alle meiden raakten in paniek en ze beschuldigden elkaar allemaal dat iemand Yuka expres wilde vermoorden. Uiteindelijk pakte Satomi Noda een wapen en schoot van alle vier de aanwezigen naast haar, er drie dood. Yuko was de enige overlevende en besefte dat dit allemaal door haar kwam. Ze pleegde zelfmoord door van de top van de vuurtoren af te springen. Ze was de 32ste die stierf.